# Д’Альтон, Альфред
Граф Альфред д’Альтон (фр. Alfred d'Alton; 20 ноября 1815 — 31 мая 1866) — французский военный деятель, бригадный генерал (1859).

## Биография

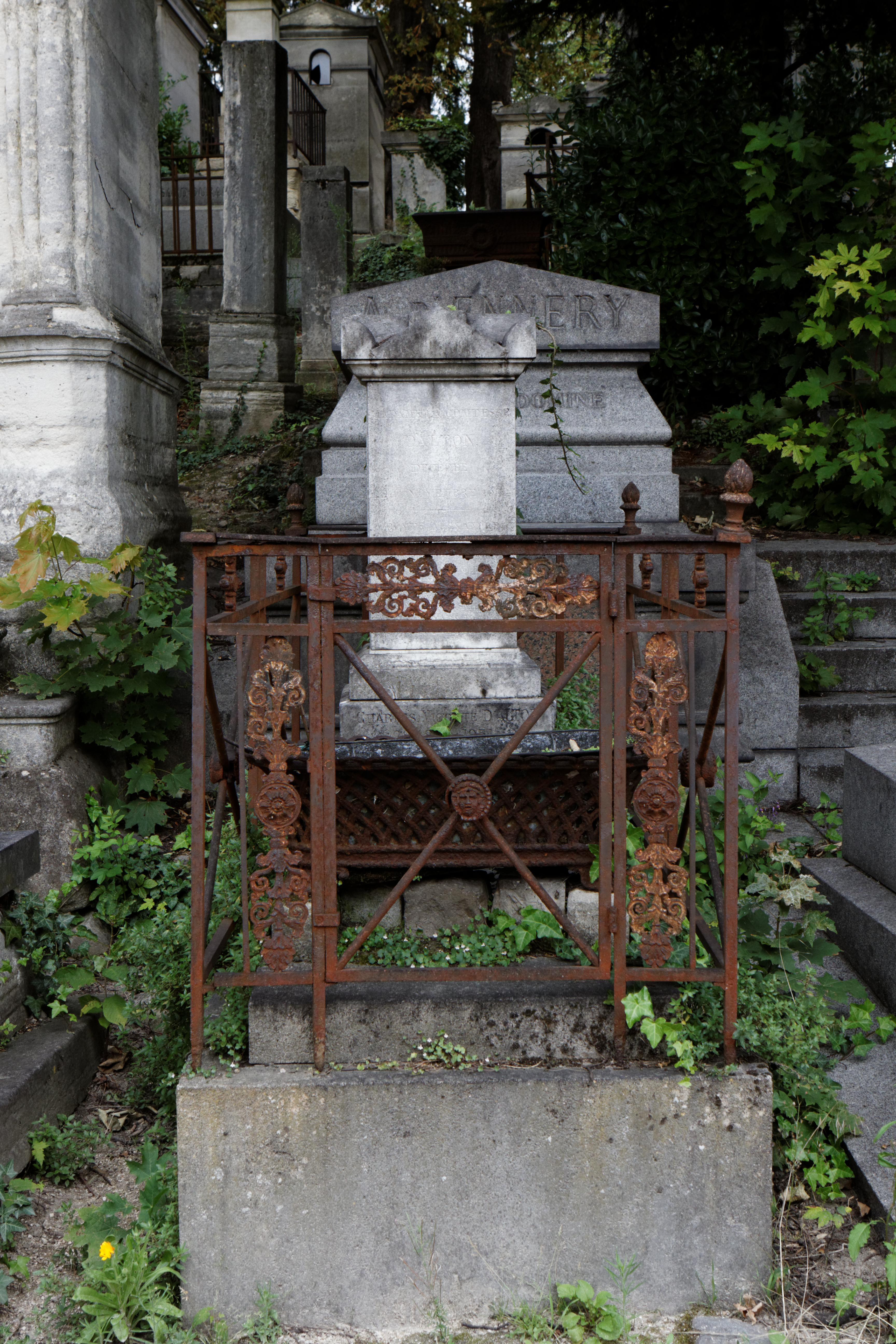
Могила генерала Альфреда д’Альтона на кладбище Пер-Лашез

Сын Александра Д’Альтона, военного деятеля, генерал-лейтенанта, участника революционных и наполеоновских войн, имя которого выбито на Триумфальной арке в Париже.
Пошёл по стопам отца, окончил Особую военную школу Сен-Сир. С 1838 по 1842 год участвовал в Алжирской кампании Франции, в сражении под Медеа получил ранение.
В 1845 получил чин капитана пехоты, в 1853 — подполковника. В 1855 — в чине полковника назначен командиром 2-го полка пеших гренадёров Императорской гвардии (2e Régiment de Grenadiers-à-Pied de la Garde Imperiale), с которым в 1855—1856 г. участвовал в Крымской войне.
В 1859 г. стал бригадным генералом. В 1866 по болезни уволен из армии. Жил в доме престарелых.
Умер в том же году. Похоронен в Париже на кладбище Пер-Лашез .

## Награды
- Офицер Ордена Почётного легиона (1841)
- Командор Ордена Почётного легиона (1861)